# رستم دشمن‌زیار
رستم بن مرزبان دشمنزیار از دودمان باوند طبرستان است. وی با حمایت آل‌بویه شاخه ری، توانست در بخش‌های مرکز و غرب ایران سال‌های «۴۰۰ ق / ۱۰۰۹ م» سلسله آل کاکویه را بنیاد کند. کاکو در گویش دیلمی به معنای دایی یا خال است. رستم بن مرزبان باوندی خال مجدوداله دیلمی و برادر سیده ملک‌خاتون در شهریارکوه مازندارن فرمان روایی می‌کرد. امیر زیاری قابوس بن وشمگیر اسپهبد شهریار بن شروین باوندی را بناحیت کوه شهریار به نبرد اسپهبد رستم بن مرزبان فرستاد وی را بشکست و غنمیت حاصل کرد شهریار بن شروین در آن نواحی خطبه به نام شمس المعالی قابوس بن وشمگیر امیر زیاری کرد.

## نسبت با آل‌بویه
ابن اسفندیار در کتاب تاریخ طبرستان او را دایی مجدالدوله (برادر شیرین باوند) ذکر کرده‌اند. رستم دشمنزیار از سوی مجدالدوله دیلمی در شهریارکوه طبرستان حکومت می‌کرد.
بعضی از منابع، رستم‌بن مرزبان را، دایی سیده خاتون (شیرین باوند)، مادر مجدالدوله دیلمی خوانده‌اند و منابع دیگری او را دایی مجدالدوله (برادر شیرین باوند) ذکر کرده‌اند. رستم دشمنزیار از سوی مجدالدوله دیلمی در شهریارکوه طبرستان حکومت می‌کرد.

## شجره‌نامه
دو شجره‌نامه همانند در دو کتاب وجود دارد. اولی توسط ایرج افشار در توضیحات کتاب تاریخ یزد جعفری و دومی در کتاب دائرةالمعارف اسلامی بیان شده‌است. در هر دو منبع، رستم بن مرزبان، برادر سیده‌خاتون و دایی مجدالدوله ذکر شده‌است. به همین دلیل جدبزرگ آل کاکویه، رستم بن مرزبان دشمنزیار با دیالمهٔ آل‌بویه نسبت داشت به گفته ابن اسفندیار رستم بن مرزبان خال(دایی) مجدوداله دیلمی بود

## ضرب سکه
سکه نقره محمد بن دشمنزار آل کاکویه در تاریخ ۴۰۹ قمری، در اصفهان ضرب شده‌است.